# Bergen (Vogtland)
Bergen ist eine Gemeinde im sächsischen Teil des Vogtlands. Sie liegt zentral im Vogtlandkreis und befindet sich rund elf Kilometer südöstlich von dessen Kreisstadt Plauen. Mit drei weiteren angrenzenden Gemeinden bildet sie den Verwaltungsverband Jägerswald. Bergen hat rund 1000 Einwohner und wurde 1267 erstmals urkundlich erwähnt. Neben dem Hauptort gliedert sich die Gemeinde in drei weitere Teilorte.

## Geographie und Verkehr

### Geographische Lage
Bergen liegt im sächsischen Teil des historischen Vogtlandes und des Naturraumes Vogtland  auf 473 m ü. NHN. Der höchste Punkt befindet sich bei etwa 516 m ü. NHN. Der  Harzberg an der nördlichen Gemeindegrenze ist 541 Meter hoch. Bergen liegt zwischen diesem Berg und dem südlich des Ortes beginnenden Jägerswald, der sich im Südosten bis an die Talsperre Werda (auch Geigenbachtalsperre) erstreckt. Der Jägerswald umschließt Bergen im Süden, Südosten und Westen. Nur in den Tälern von Trieb und dem Jahnsgrüner Bach ist das Waldgebiet durchbrochen.
Im Oberlauf wird die Trieb Geigenbach genannt, sie entspringt bei Grünbach und fließt dann durch den Jägerswald, wird bei Werda in der Talsperre aufgestaut und setzt ihren Verlauf dann als Trieb durch Bergen und den gleichnamigen Ortsteil Falkensteins fort. Bei Thoßfell wird sie dann zur Talsperre Pöhl aufgestaut und mündet später in die Weiße Elster. Die Trieb hat noch einige kleinere Zuläufe in Bergen, die meist im Jägerswald oder am Harzberg entspringen. Westlich des Berges hat auch der Jahnsgrüner Bach seine Quelle, er entwässert über zwei weitere kleine Bäche ebenfalls in die Talsperre Pöhl.
Der geographische Mittelpunkt des Vogtlandkreises befindet sich in Tirpersdorf und ist damit nur wenige Kilometer von Bergen entfernt.

### Nachbargemeinden und Ortsgliederung
Bergen bildet eine eigene Gemarkung, die das gesamte 8,3 km² große Gemeindegebiet umfasst. An Bergen grenzt im Norden die Gemeinde Neuensalz mit dem Ortsteil Mechelgrün. Nordöstlich ist die Stadt Falkenstein/Vogtl. benachbart, dort liegt der Ortsteil Trieb am nächsten. Im Osten schließt sich das Gemeindegebiet Neustadts an Bergen an. Die übrigen drei angrenzenden Gemeinden bilden zusammen mit Bergen den Verwaltungsverband Jägerswald. Dies sind Werda im Süden, Tirpersdorf im Südwesten mit dem Ortsteil Lottengrün, sowie Theuma, das westlich benachbart ist.
| Gemeinde Neuensalz |                                             | Stadt Falkenstein |
| Gemeinde Theuma    | Kompassrose, die auf Nachbargemeinden zeigt | Gemeinde Neustadt |
|                    | Gemeinde Werda                              |                   |

Zu Bergen gehören die Ortsteile Jahnsgrün, Steinigt und Streuberg, die jedoch seit dem 1. Oktober 2010 nicht mehr amtlich als solche geführt werden. Von der 830 Hektar großen Gemarkung Bergens ist über die Hälfte (443 Hektar) bewaldet. 72 Hektar sind Siedlungs- und Verkehrsfläche, davon 38 Hektar Gebäude- und Freifläche, sechs Hektar Erholungsfläche und 26 Hektar Verkehrsfläche. Der Friedhof Bergens ist rund einen Hektar groß. Landwirtschaftliche Flächen umfassen 287 Hektar, drei Hektar sind Gewässerfläche. Der Steinbruch bei Streuberg hat eine Größe von acht Hektar. Die übrigen 18 Hektar werden anderweitig genutzt.

### Verkehr

#### Straßenverkehr

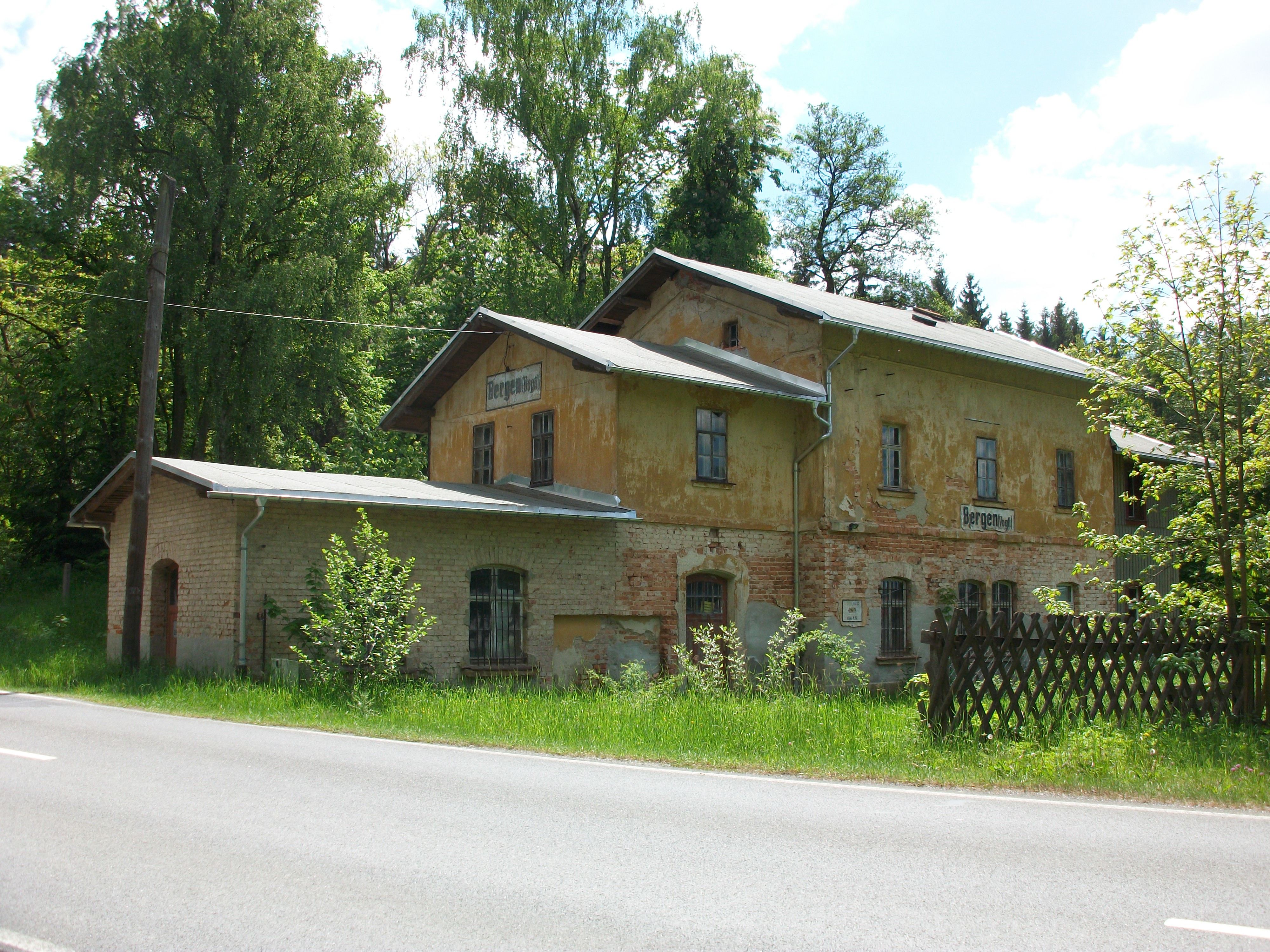
Bahnhof Bergen (Vogtl), Empfangsgebäude (2017)

In Bergen sind insgesamt 18 Straßen benannt. Dies sind die Straßen Am Anger, Am Brandteich, Am Forellenteich, Am Forsthaus, Am Harzberg, Am Mühlgraben, Am Roten Bühl, Am Streuberg, Am Winkel, Bergstraße, Falkensteiner Straße, Gartenstraße, Mechelgrüner Weg, Plauensche Straße, Poppengrüner Straße, Rosenweg, Theumaer Straße und Thomas-Müntzer-Straße.
Durch Bergen verläuft die Bundesstraße 169. Sie verbindet die Städte Stollberg/Erzgeb. und Plauen und hat über die Bundesstraße 173 bei Neuensalz Anschluss an die Bundesautobahn 72 (Anschlussstelle Plauen-Ost). Eine Autofahrt von Bergen ins Zentrum von Plauen dauert etwa 20 Minuten. In die andere Richtung bindet die Bundesstraße Bergen an Falkenstein an, im Ort zweigt die Staatsstraße 301 in Richtung Poppengrün (zu Neustadt/Vogtl.) ab. Über die Staatsstraße gelangt man in den Ortsteil Steinigt. Von der Plauenschen Straße führt eine kleinere Straße am Streuberg vorbei durch den Jägerswald nach Theuma. Der Teilort Jahnsgrün befindet sich an der Bundesstraße in Richtung Plauen.

#### Öffentlicher Nahverkehr
Bergen ist über die PlusBus-Linie 70 des Verkehrsverbunds Vogtland im Stundentakt mit Rodewisch, Auerbach und Plauen verbunden. Außerdem führt die RufBus-Linie 73 nach Treuen.
Seit 1972 hat Bergen keinen Anschluss an das Schienennetz mehr. Zuvor gab es einen Bahnhof an der Bahnstrecke Herlasgrün–Oelsnitz. Heute befindet sich der nächste Bahnhof in Falkenstein (Vogtl).

### Klima
Bergen befindet sich mit dem humiden Klima in der Gemäßigten Klimazone, wobei ein Übergang zum Kontinentalklima spürbar ist. In den Tallagen Bergens herrscht Hügellandklima. Bedingt durch die Gebirgszüge in der Umgebung des Vogtlandes fällt relativ wenig Niederschlag. Die nächste Wetterwarte befindet sich in Hof, auf die sich die nachfolgenden Werte beziehen.
Die durchschnittliche Jahrestemperatur beträgt 7,5 °C, die maximale Monatsdurchschnittstemperatur wird im Juli bei 16,8 °C gemessen, die geringste Monatsdurchschnittstemperatur mit −1,3 °C im Januar. Die maximale Temperatur liegt im Jahresdurchschnitt bei 11,5 °C, während die minimale Temperatur bei 3,6 °C gemessen wird. Auch hier werden jeweils die höchsten bzw. niedrigsten Monatsdurchschnittstemperaturen im Juli (bei Maximaltemperatur auch Juni) bzw. Januar angegeben.
Die jährliche Niederschlagsmenge beläuft sich auf 749 mm. Am meisten Niederschlag fällt in den Monaten Juli (91 mm) und August (77 mm). Die geringste Niederschlagsmenge verzeichnet der Monat April mit 42 mm. Im Jahresverlauf ergeben sich 198 Regentage. Davon sind die meisten im Dezember und März (jeweils 19) und die wenigsten in den Monaten August und September (jeweils 14) verzeichnet.
|                        | Jan  | Feb  | Mär  | Apr  | Mai  | Jun  | Jul  | Aug  | Sep  | Okt  | Nov | Dez  |   |      |
| Mittl. Temperatur (°C) | −1,3 | −0,5 | 2,6  | 7,0  | 11,9 | 14,9 | 16,8 | 16,5 | 12,1 | 7,5  | 2,4 | −0,9 | ⌀ | 7,5  |
| Mittl. Tagesmax. (°C)  | 1,2  | 2,7  | 6,6  | 11,9 | 17,0 | 20,0 | 22,0 | 21,9 | 16,9 | 11,5 | 4,9 | 1,3  | ⌀ | 11,5 |
| Mittl. Tagesmin. (°C)  | −3,8 | −3,6 | −0,9 | 2,3  | 6,6  | 9,7  | 11,7 | 11,4 | 7,8  | 4,2  | 0,1 | −3,1 | ⌀ | 3,6  |
|                        |      |      |      |      |      |      |      |      |      |      |     |      |   |      |
| Niederschlag (mm)      | 60   | 52   | 56   | 42   | 55   | 72   | 91   | 77   | 64   | 59   | 58  | 63   | Σ | 749  |
|                        |      |      |      |      |      |      |      |      |      |      |     |      |   |      |
| Regentage (d)          | 18   | 17   | 19   | 16   | 15   | 15   | 17   | 14   | 14   | 16   | 18  | 19   | Σ | 198  |

| −3,8 |

| −3,6 |

| −0,9 |

| 2,3 |

| 6,6 |

| 9,7 |

| 11,7 |

| 11,4 |

| 7,8 |

| 4,2 |

| 0,1 |

| −3,1 |

| −3,8 |

| −3,6 |

| −0,9 |

| 2,3 |

| 6,6 |

| 9,7 |

| 11,7 |

| 11,4 |

| 7,8 |

| 4,2 |

| 0,1 |

| −3,1 |

| N i e d e r s c h l a g | 60  | 52  | 56  | 42  | 55  | 72  | 91  | 77  | 64  | 59  | 58  | 63  |
|                         | Jan | Feb | Mär | Apr | Mai | Jun | Jul | Aug | Sep | Okt | Nov | Dez |

## Geschichte

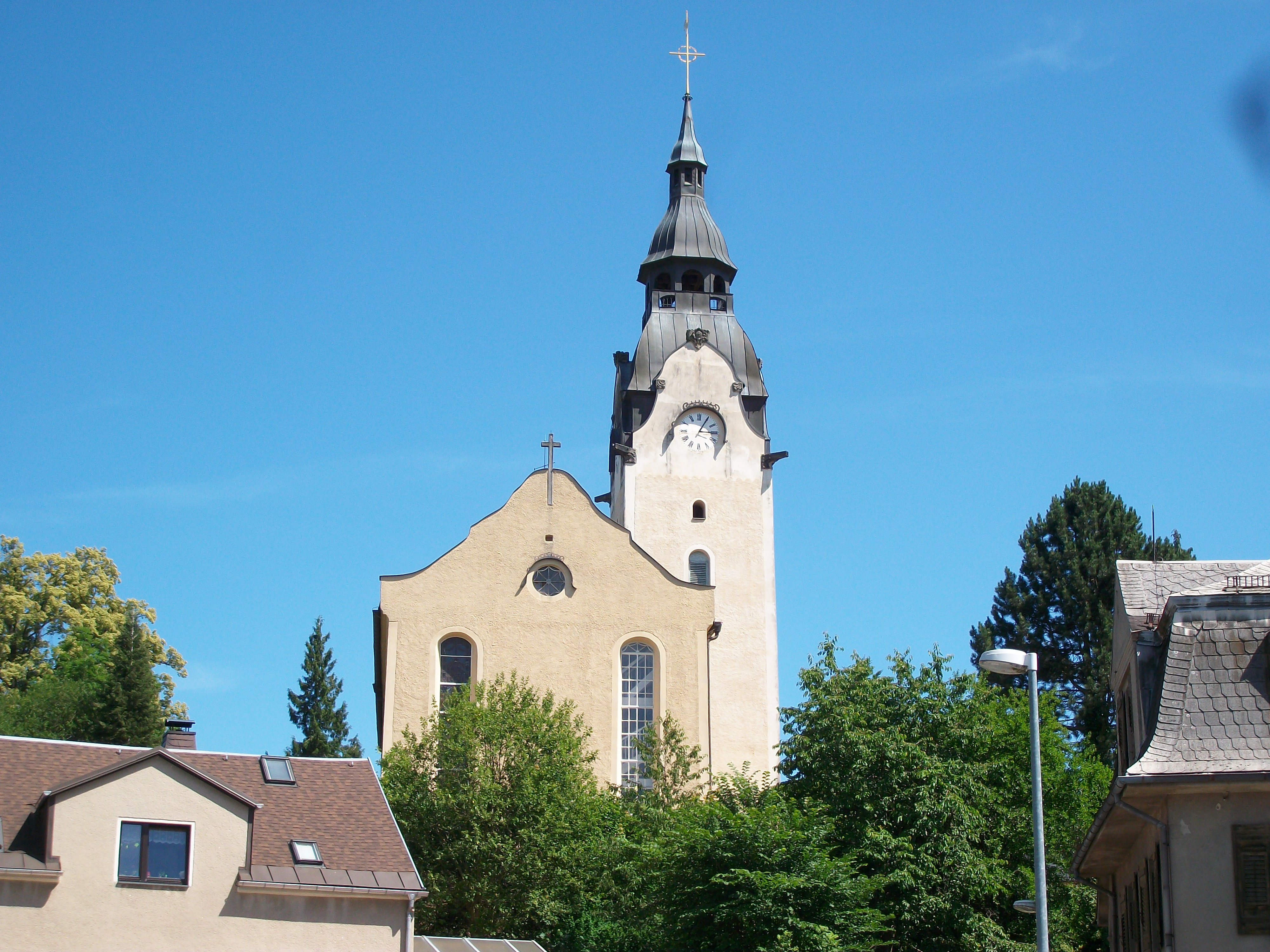
Nicolaikirche in Bergen (Vogtl)

### Ortsgeschichte
Das Dorf Bergen wurde im Jahr 1267 erstmals als villa Pergen in einer Schenkungsurkunde des Vogts Heinrich von Plauen erwähnt. Im Jahr 1418 wurde der Ort Pergen oder bereits Bergen genannt, beide Namensvarianten wechseln sich noch bis in die zweite Hälfte des 15. Jahrhunderts ab, stammen aber gleichermaßen vom Ort in den Bergen ab. Von der Dorfform handelt es sich um ein Waldhufendorf, das 1900 mit einer etwa 831 Hektar großen Waldhufenflur umgeben war.
Bevor Bergen im Jahr 1838 durch die Sächsische Landgemeindeordnung Eigenständigkeit als Landgemeinde erhielt, war der Ort durch das Lehnswesen geprägt. Die Grundherrschaft übten 1583 die Herren zu Mechelgrün und die Trützschler zu Falkenstein aus. Deren Herrschaft erstreckte sich auf 29 besessene Mann und einen Häusler, die 1557 in Bergen lebten. Während des Dreißigjährigen Krieges wird Bergen zwischen 1629 und 1640 mehrmals geplündert. Erste Aufzeichnungen über die Pest in Bergen stammen aus dem Jahr 1626. Ihren Höhepunkt erreichte die Krankheit in Bergen jedoch 1633, als in einem Monat laut den Aufzeichnungen fast 50 Menschen der Pest erlagen. Nach dem Ende des Siebenjährigen Krieges (1756–1763) gab es 33 besessene Mann und neun Häusler im Ort, die 2 3⁄4 Hufen zu je 30 Scheffel bewirtschafteten und anteilig dem 1764 erstgenannten ortsansässigen Rittergut und dem Rittergut Oberlauterbach unterstanden. Das Herrenhaus des Ritterguts Bergen, welches lange Zeit den Herren von Trützschler gehörte, wurde im 17. Jahrhundert errichtet. Im Jahr 1896 wurde es durch die Stadt Plauen gekauft, um die Nutzflächen für den geplanten Bau der Geigenbachtalsperre zu nutzen. Bergen gehörte im 15. Jahrhundert zur Pflege Plauen und bis 1856 zum kursächsischen bzw. späteren königlich-sächsischen Amt Plauen. 1856 wurde Bergen dem Gerichtsamt Falkenstein und 1875 der Amtshauptmannschaft Auerbach angegliedert.
Die Industrialisierung führte auch in Bergen zu einer Veränderung der Wirtschaftsstruktur. Traditionell waren im Dorf Landwirtschaft, Viehzucht und das Handwerk verbreitet. Mit dem Anschluss an die Bahnstrecke Herlasgrün–Oelsnitz samt Haltepunkt begann ab 1865 die Entwicklung zu einem typischen Standort der Textilindustrie. Die erste Schiffchenstickmaschine in Bergen wurde 1890 in Betrieb genommen. Im Jahr 1903 erhielt Bergen ein eigenes Elektrizitätswerk, das 1907 fertiggestellt wurde. Mit zwei Dampfturbinen wurde begonnen, Strom für die Textilindustrie im Ort zu erzeugen. Dabei wurde mit dem Elektrizitätswerk Trieb zusammengearbeitet, das mit Wasserkraft arbeitete und bereits einige Zeit zuvor bestand. Bald wurden von Bergen aus sogar die Orte an den Grenzen zu Bayern und Tschechien mit Strom versorgt. Die Kapazitäten reichten schnell nicht mehr aus, sodass zusätzlich Fernstrom genutzt werden musste. In den ersten zehn Jahren nach der Jahrhundertwende entstanden viele Textilbetriebe und Stickereien. Über 250 Stickmaschinen gab es in Bergen 1911. Der Bergener Haltepunkt wurde 1905 zum Bahnhof erhoben. Im Jahr 1913 bekam Bergen mit einer Kraftwagenlinie von Plauen nach Eibenstock Anschluss an den Straßennahverkehr.
Die Einwohnerzahl wuchs infolge der Industrialisierung zwischen 1834 und 1871 von 682 auf 1001 Einwohner an, 1910 wurden schon fast 1900 Einwohner gezählt. Von 1879 Einwohnern im Jahr 1925 gehörte der überwiegende Teil der evangelisch-lutherischen Kirchgemeinde im Ort an. Acht Personen waren katholischer Konfession, eine Person evangelisch-reformiert sowie 24 konfessionslos. Die Bergener St.-Nicolai-Kirche wurde etwa 1527 errichtet und 1870 umgebaut. Im Jahr 1900 erfolgten Umbauten am Kirchturm. In die Bergener Kirche sind auch die Orte Schönau und Trieb eingepfarrt. Während des Ersten Weltkrieges starben 73 Bergener. Im Jahr 1925 errichtete die Gemeinde ihr heutiges Rathaus. Die Stromerzeugung in Bergen wurde Ende der 1920er Jahre aus Kostengründen eingestellt, Verwaltungs- und Reparaturarbeiten wurden jedoch weiterhin hier ausgeführt. Ein Adressbuch aus dem Jahr 1944 führt Bergen betreffend 665 Einträge. Nach dem Zweiten Weltkrieg, der über 140 Tote aus Bergen forderte, kam Sachsen in die Sowjetische Besatzungszone und später zur DDR. Die seit 1875 bestehende Zugehörigkeit zum Verwaltungsort Auerbach blieb auch nach der Gebietsreform 1952 erhalten, die Bergen dem Kreis Auerbach im Bezirk Karl-Marx-Stadt (vormals Chemnitz) zuordnete.

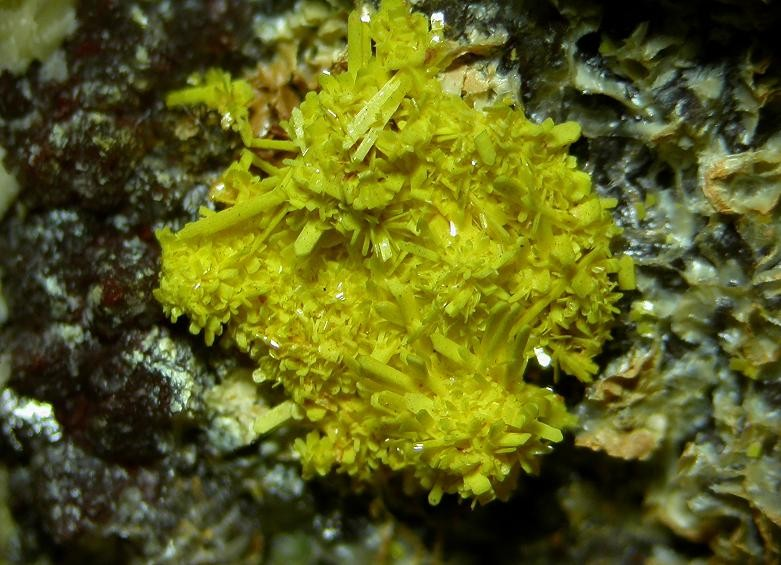
Der Bergenit bekam den Namen seines Fundortes.

Das bäuerliche Leben in Bergen wurde nun nach dem Prinzip der Landwirtschaft in der DDR ausgerichtet. Zusätzlich entwickelte sich der Uranbergbau in Bergen. Ab 1949 wurden erfolgreich Erkundungsarbeiten im Auftrag der SDAG Wismut durchgeführt. Kurz darauf begann der Abbau des Urans, es wurde bis 1964 aus sieben Schächten gefördert. Das im Bergener Revier gefundene Barium-Uranyl-Phosphat „Bergenit“ bekam den Namen von seinem Abbauort. Im Jahr 1952 waren Schätzungen zufolge etwa 600 Arbeiter im Revier tätig, fünf Jahre später waren es noch rund 300. Nach dem Ende des Uranbergbaus begann auch die Bedeutung der Eisenbahnlinie schnell zu sinken, 1970 wurde der Personen- und 1972 der Güterverkehr eingestellt, die Gleise ab 1978 zurückgebaut.
Nach der Deutschen Wiedervereinigung kam Bergen zum wiedergegründeten Freistaat Sachsen. Die folgenden Gebietsreformen in Sachsen ordneten die Gemeinde 1994 dem Vogtlandkreis (Kfz-Kennzeichen: V) zu, der 2008 um die ehemals kreisfreie Stadt Plauen vergrößert wurde. In den Jahren nach 1990 erfolgte ein weiterer wirtschaftlicher Umbruch weg von der Textilindustrie zu Handwerk und Dienstleistungen.
Am 25. Dezember 1998 gründeten die Gemeinden Bergen, Theuma, Werda und Tirpersdorf den Verwaltungsverband Jägerswald mit Sitz in Tirpersdorf. Es folgte die Erschließung eines Baugebietes für Eigenheime.
Der Bergener Gemeinderat beschloss im Juni 2010, Verhandlungen mit Falkenstein über eine Eingliederung aufzunehmen und den Verwaltungsverband zu verlassen. Dieser lehnte das ab, auch das Landratsamt des Vogtlandkreises genehmigte eine Fusion beider Orte nicht. Bergen ging gegen diese Entscheidung in Berufung. Parallel dazu existieren Vorschläge, den Verwaltungsverband in eine Einheitsgemeinde zu überführen.

### Bevölkerungsentwicklung

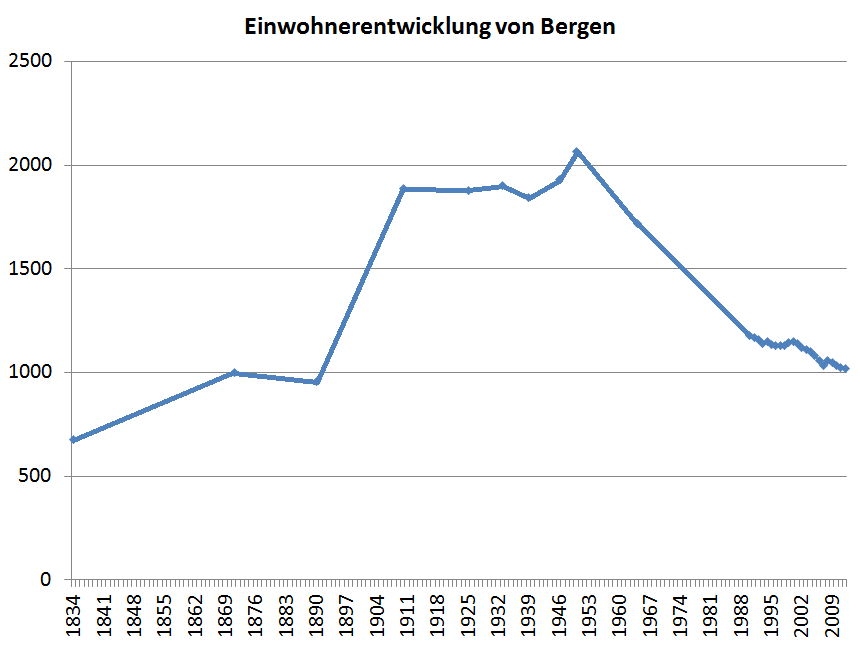
Einwohnerdiagramm von Bergen

Zwischen 1834 und 1950 erlebte Bergen einen Anstieg der Bevölkerungszahl von 682 auf über 2000. Bei der Erhebung 1871 lebten erstmals mehr als 1000 Menschen im Ort, 1910 waren es dann schon deutlich über 1500. Nach dem Hoch 1950 ging die Einwohnerzahl bis 1964 um 300 zurück. Nach dem Ende des Bergbaus fiel die Bevölkerungszahl weiter, so lebten 1990 nur noch knapp 1200 Menschen in Bergen. Es folgte ein weiterer stetiger Bevölkerungsrückgang analog zu den anderen ländlichen Gemeinden in Ostdeutschland.
| Jahr | Einwohner |
| ---- | --------- |
| 1834 | 0682      |
| 1871 | 1.001     |
| 1890 | 0960      |
| 1910 | 1.888     |
| 1925 | 1.879     |
| 1933 | 1.906     |
| 1939 | 1.844     |
| 1946 | 1.934     |
| 1950 | 2.066     |
| 1964 | 1.720     |

| Jahr | Einwohner |
| ---- | --------- |
| 1990 | 1.182     |
| 1991 | 1.170     |
| 1992 | 1.162     |
| 1993 | 1.142     |
| 1994 | 1.151     |
| 1995 | 1.139     |
| 1996 | 1.134     |
| 1997 | 1.135     |
| 1998 | 1.135     |
| 1999 | 1.145     |

| Jahr | Einwohner |
| ---- | --------- |
| 2000 | 1.152     |
| 2001 | 1.140     |
| 2002 | 1.124     |
| 2003 | 1.113     |
| 2004 | 1.102     |
| 2005 | 1.086     |
| 2006 | 1.060     |
| 2007 | 1.036     |
| 2008 | 1.061     |
| 2009 | 1.053     |

| Jahr | Einwohner |
| ---- | --------- |
| 2010 | 1.037     |
| 2011 | 1.028     |
| 2012 | 1.022     |
| 2013 | 0997      |
| 2014 | 0987      |

1910 lag Bergen unter den 69 Kommunen der Amtshauptmannschaft Auerbach auf Rang 17 der Einwohnerstatistik.

## Politik
Auf Landesebene zählt die Gemeinde zum Wahlkreis Vogtland 2, bei Bundestagswahlen liegt die Gemeinde im Bundestagswahlkreis Vogtlandkreis, der dem Landkreisgebiet entspricht.

### Bürgermeister
Bei der Bürgermeisterwahl am 12. Juni 1994 ging Beate Schubert von der Bürgerinitiative Bergen als Siegerin hervor. Bei der nächsten Wahl am 10. Juni 2001 gewann dann der parteilose Volkmar Trapp († 2024), der 2008 und 2015 im Amt bestätigt wurde. Er legte sein Amt krankheitsbedingt im Januar 2018 nieder. Der ebenfalls parteilose Günther Ackermann wurde zum Bürgermeister gewählt. Als Nachfolger für den beim Ausscheiden aus dem Amt 80-jährigen Ackermann wurde 2025 Enrico Trapp (parteilos) gewählt.
| Wahl | Bürgermeister    | Vorschlag       | Wahlergebnis (in %) |
| ---- | ---------------- | --------------- | ------------------- |
| 2025 | Enrico Trapp     | Trapp           | 79,8                |
| 2018 | Günter Ackermann | Einzelvorschlag | 76,9                |
| 2015 | Volkmar Trapp    | Trapp           | 56,8                |
| 2008 | Volkmar Trapp    | Trapp           | 68,6                |
| 2001 | Volkmar Trapp    | Trapp           | 76,3                |

### Gemeinderat
- WV FFW: 4
- WV Spo: 2
- FW: 4

Der Bergener Gemeinderat besteht aus 10 Mitgliedern und dem ehrenamtlich tätigen Bürgermeister.
| Partei              | 1990 | 1994 | 1999 | 2004 | 2009 | 2014 | 2019 | 2024 |
| ------------------- | ---- | ---- | ---- | ---- | ---- | ---- | ---- | ---- |
| Freie Wähler        | –    | –    | –    | 44,4 | 49,4 | 42,5 | 42,5 | 39,5 |
| WV Feuerwehr        | –    | –    | –    | –    | –    | 25,6 | 33,7 | 37,1 |
| WV Sport            | –    | –    | –    | –    | –    | 17,2 | 19,5 | 23,4 |
| AfD                 | –    | –    | –    | –    | –    | –    | 4,3  |      |
| Wählervereinigungen | –    | 85,0 | 58,4 | 26,7 | 32,9 | 11,5 | –    |      |
| PDS/Linke           | –    | –    | –    | 07,5 | 07,7 | 1,7  | –    |      |
| FDP                 | 03,1 | –    | –    | –    | 02,9 | 1,6  | –    | –    |
| DSU                 | 07,9 | 15,0 | 41,6 | 21,4 | 07,0 | –    | –    | –    |
| CDU                 | 22,1 | –    | –    | –    | –    | –    | –    | –    |
| SPD                 | 02,9 | –    | –    | –    | –    | –    | –    |      |
| Sonstige            | 64,0 | –    | –    | –    | –    | –    | –    |      |

Seit der Gemeinderatswahl 2019 verteilen sich die 10 Sitze des Gemeinderates folgendermaßen auf die einzelnen Gruppierungen:
- Freie Wähler (FW): 4 Sitze
- Wählervereinigung „Ihre Feuerwehr“ (WV Fw): 4 Sitze
- Wählervereinigung Sport (WVS): 2 Sitze

Im Gemeinderat sind 9 Männer und eine Frau. Die Wahlbeteiligung lag bei 72,5 % (2019: 69,3 %). Von 793 Stimmberechtigten gaben 575 ihre Stimme ab. Davon waren 563 Stimmen (97,9 %) gültig und 12 Stimmen (2,1 %) ungültig.

### Bürgermeister
Bei der Bürgermeisterwahl am 12. Juni 1994 ging Beate Schubert von der Bürgerinitiative Bergen als Siegerin hervor. Bei der nächsten Wahl am 10. Juni 2001 gewann dann der parteilose Volkmar Trapp, der 2008 und 2015 im Amt bestätigt wurde. Er legte sein Amt krankheitsbedingt im Januar 2018 nieder. Der ebenfalls parteilose Günther Ackermann wurde zum Bürgermeister gewählt.
Auf Landesebene zählt die Gemeinde zum Wahlkreis Vogtland 2, bei Bundestagswahlen liegt die Gemeinde im Bundestagswahlkreis Vogtlandkreis, der dem Landkreisgebiet entspricht.

## Kultur
In Bergen gibt es eine Freiwillige Feuerwehr. Sie ist eine von insgesamt sieben im Verwaltungsverband. Der Bergener Kindergarten trägt den Namen „Am Ententeich“. Die nächsten Grundschulen befinden sich in den Gemeinden Theuma und Werda.
Im Vereinsleben existiert ein Heimatverein, der 1992 gegründet wurde und im August 2012 23 Mitglieder hatte. Die Geschichte des Männerchors Liederkranz geht bis ins Jahr 1887 zurück. Er wurde 1994 wiedergegründet und hat etwa 25 aktive Sänger. Der Sportverein Turbine Bergen wurde 1911 gegründet und ist im Fußball tätig. Er hat zwei Männer- und zwei Jugendmannschaften sowie eine Frauenmannschaft. Die Spielstätte befindet sich im Osten Bergens an der Straße Am Anger.

## Wirtschaft und Tourismus
Im Jahr 2010 gab es in Bergen drei landwirtschaftliche Betriebe und drei Betriebe aus dem Baugewerbe. Zum 30. Juni 2011 waren 439 Arbeitnehmer sozialversicherungspflichtig am Wohnort beschäftigt.
Für Übernachtungen gibt es das Hotel Landhaus Marienstein mit 23 Betten, das Ferienhaus Neue Scheune mit Holzkunst-Schauanlage und historischer Tischlerei und die Gaststätte mit Pension Streuberg (15 Zimmer). Auf der ehemaligen Bahnstrecke wurde 2011 ein Radwanderweg zwischen Oelsnitz und Falkenstein eröffnet, der durch das Waldgebiet südlich um Bergen herum verläuft. Von Bergen führt ein ausgeschilderter Wanderweg zur Geigenbachtalsperre.

## Persönlichkeiten
- Louis Enders (1855–1942), Architekt